# WASP-35
WASP-35 är en ensam stjärna i den norra delen av stjärnbilden Eridanus. Den har en skenbar magnitud av ca 10,94 och kräver ett teleskop för att kunna observeras. Baserat på parallax enligt Gaia Data Release 2 på ca 4,9 mas, beräknas den befinna sig på ett avstånd på ca 663 ljusår (ca 203 parsek) från solen. Den rör sig bort från solen med en heliocentrisk radialhastighet på ca 17 km/s.

## Egenskaper
WASP-35 är en gul till vit stjärna i huvudserien av spektralklass G0 V, som saknar observerbar stjärnfläcksaktivitet. Den har en massa som är ca 1,06 solmassa, en radie som är ca 1,09 solradie och har en effektiv temperatur av ca 6 100 K. Den har samma koncentration av tunga element som solen.
En avbildningsundersökning 2015 fann inga observerbara följeslagare, även om en spektroskopisk undersökning 2016 angav en misstänkt röd dvärg med en temperatur på 3 800 ± 1 100 K som följeslagare.

## Planetsystem
År 2011 upptäcktes en transiterande exoplanet, WASP-35 b, av typen het Jupiter. Planetens jämviktstemperatur är 1 450 ± 20 K.
| Planet | Massa            | Halv storaxel (AE) | Siderisk omloppstid (d) | Excentricitet | Inklination   | Radie            |
| ------ | ---------------- | ------------------ | ----------------------- | ------------- | ------------- | ---------------- |
| b      | 0,765 ± 0,029 MJ | 0,04360 ± 0,00020  | 3,1615691 ± 0,0000003   | 0             | 87,95 ± 0,33° | 1,349 ± 0,022 RJ |